# 720
سنة 720 م كانت سنة كبيسة تبدأ يوم الإثنين (الرابط يظهر نموذج التقويم الكامل للسنة) من التقويم اليولياني. بدأت تسمية السنة ب720 منذ العصور الوسطى المبكرة، عندما أصبح تقويم أنو دوميني هو الأسلوب السائد في أوروبا لتسمية السنوات.

## مواليد
- بولس الشماس

## وفيات
- طارق بن زياد
- عمر بن عبد العزيز - الخليفة الأموي